# イカすカード
イカすカードは、函館市企業局交通部（函館市電）と函館バスで利用出来る、函館市企業局（発行開始当時は函館市交通局）発行の乗車カードである。

## 概要
1992年（平成4年）10月1日に北海道内で初めて導入された乗車カードである。函館市の魚に指定されているイカを捩ったユニークな名称は、当時フジテレビ系で火曜午後9時から放映されていたクイズ番組『なるほど!ザ・ワールド』の問題に採用されるなど注目された 。発売額500円のカードは贈答用としても利用され、オリジナル絵柄のカードも作成できた。箱館五稜郭祭、函館港まつり、マラソン大会など市内の主要イベントでは記念カードも発行された。

## 発売金額・利用可能金額
| 発売金額 | 利用可能金額 |
| -------- | ------------ |
| 1,000円  | 1,080円      |
| 2,000円  | 2,200円      |
| 3,000円  | 3,420円      |
| 5,000円  | 5,800円      |

## 利用方法
- 乗車時に整理券を取る。降車時に整理券を運賃箱に入れた後でカード挿入口に通す。
- 函館バスに乗り継ぎする際にはカードを通す前に運転手に行き先を告げてからカード挿入口に通す。

## 購入
2018年（平成30年）3月31日までは函館市企業局交通部駒場車庫乗車券販売所・電車の車内・下記の委託販売店にて販売されていた。なお、イカすカードの販売終了後は市電1日乗車券と市電・函館バス1日乗車券及び2日乗車券（一部店舗を除く）の取り扱いが続けられている。
- 今井商店
- 立待岬物語
- 谷地頭温泉売店
- 郵便局
  - 函館公園通郵便局、函館駅前郵便局、函館中央郵便局、函館堀川郵便局、函館柏木郵便局、函館深堀郵便局、函館東郵便局、湯川温泉郵便局
- 松柏堂プレイガイド
  - 十字街店、大門店、五稜郭店、テーオー店、美原店
- cafe DripDrop（函館市地域交流まちづくりセンター内）
- セブンイレブン
  - 函館十字街店、函館東川町店、函館松風町店、函館本町店、函館五稜郭店、函館柏木町店
- 函館市役所地下売店
- 函館駅前バスターミナル案内所
- 函館市青函連絡船記念館摩周丸
- スマイルホテル函館
- ファミリーマートキラリス函館店
- 協同組合　函館労務協会
- 中島れんばいふれあいセンター
- ローソン函館中央病院店
- 丸井今井函館店（5階商品券売場）
- 函館リッチホテル五稜郭
- 株式会社ほくせん（ほくせんカード会員のみ）
- コープさっぽろ湯川店
- 有限会社サクラヤ商店（サクラヤタバコ店）
- イオン湯川店

## その他
- 函館バス発行のバス・市電共通乗車カードでも同様に利用出来る。
- 箱館ハイカラ號では使用出来ない。また函館バスの一部車両では使用出来ない事がある。

## その後
函館市企業局交通部は函館バスと共同で、2017年（平成29年）3月25日より、ICカード『ICAS nimoca（イカすニモカ）』（相互利用となっている各種交通系ICカード：Kitaca・Suica・PASMO・TOICA・manaca・ICOCA・PiTaPa・SUGOCA・はやかけんも利用可能）が導入された。
このため、磁気カードである「イカすカード」に関しては、2018年（平成30年）3月31日をもって販売が停止された。なお、すでに購入済みのイカすカードは2020年（令和2年）3月31日まで使用可能であるで、それまでに使い切れなかったカードについては残額から手数料を差し引いた分の払い戻しが受けられたが、2023年（令和5年）3月31日で払い戻し受付を終了した。